# When a Blind Man Cries
When a Blind Man Cries – blues-rockowy utwór brytyjskiej grupy Deep Purple. Piosenka ukazała się w 1972 r. na stronie B singla Never Before. Utwór zaśpiewał Ian Gillan, natomiast instrumentalnie wykonali go: Ritchie Blackmore (gitara), Roger Glover (bas), Jon Lord (instrumenty klawiszowe), Ian Paice (perkusja).

## Covery

### Axel Rudi Pell
Cover ukazał się w 1991 r. na albumie "Nasty Reputation".

### Richie Sambora
Gitarzysta zespołu Bon Jovi wykonał ten utwór gościnnie w 1999 r. na albumie Stuarta Smitha pt. "Stuart Smith’s Heaven and Earth".

### Turbo
Polska grupa heavymetalowa zamieściła ten cover w 2001 r. na albumie "Awatar".

### Gary Barden
Przeróbka utworu Deep Purple ukazała się w 2011 r. na jego płycie pt."Rock 'n' Roll My Soul".

### Metallica
W 2012 r. na płycie Re-Machined: A Tribute to Deep Purple's Machine Head Metallica wykonała ten utwór w wersji heavymetalowej.
| Lista                               | Pozycja |
| ----------------------------------- | ------- |
| Lista Przebojów Programu Trzeciego  | 2       |
| Lista Przebojów Polskiego Radia PiK | 1       |
| Lista Przebojów Radia Nysa FM       | 7       |
| Dino Top - Polskie Radio Rzeszów    | 9       |

### Love De Vice
Polska grupa hardrockowa i progresywna wielokrotnie wykonywała cover "When a Blind Man Cries" na swoich koncertach. Oficjalnie utwór zarejestrowano na DVD Silesian Night 11.11.11, wydanym jesienią 2012 r.